# Чак (ТВ серија)
Чак је америчка хумористичко-акциона серија која се емитовала на каналу Ен-Би-Си у периоду од 2007. до 2012. године. Серија је о „обичном паметном дечку“ који добије имејл од бившег пријатеља Брајса који ради у ЦИА. Поруку коју добије, Чак отвара и она садржи све тајне од америчких обавештајних агенција.

## Радња
Чак са двадесет и неколико година ради у продавници електротехнике „Buy More“ са својим најбољим пријатељем Морган Грајмсом. Чак живи са сестром Ели и њеним вереником Devon „Captain Awesome“. На Чаковом рођендану сестра му направи велику фешту и позове женске да их Чак упозна. После, у исти дан Чак отвори имејл од бившег колеге из Станфорда (који је погинуо кад је послао имејл). Кад Чак отвори имејл, све тајне од америчких обавештајних агенција се преносе у његов мозак. Након тога Влада пошаље Џон Кејсија (Adam Baldwin) из НСА и Сарах Волкер (Yvonne Strahovski) да врате информације.
Након тога сазнају да није компјутер примио те информације него Чаков мозак. Као резултат тога морају Џон Кејси и Сарах Волкер да пазе Чака од непријатеља. Кејси узме апартман близу Чака и пође радити са Чаком у Buy More-у. Сарах узме посао у Weinerlicious-у па онда у Orange Orangeу. Чак и Сарах морају да се праве као да су у вези испред пријатеља и Чакове породице.
Чак се тешко навикава на свој шпијунски живот. Веома му је тешко да настави лагати сестри и пријатељима. Али не може да им каже о свом тајном животу зато што је веома велики ризик њиховим животима. Кроз целу серију Чак не разуме зашто му је пријатељ, који је крив што је он суспендован из Станфорда, послао имејл.
Како серијал траје пронађе се да је Брајс још увек жив и да је слагао да је Чак преписивао тест од некога, да би Чака сачувао од ЦИА. Брајс такође открије да тражи те тајне што су му у мозгу лоша агенција ЦИА, Fulcrum. Брајс се преда ЦИА и добије нови задатак да тражи Fulcrum.
Са Брајсовом посетом Чак сазна да су Брајс и Сарах били у вези. Чак постане мало љубоморан кад Брајс пољуби Сарах. Пре него што Брајс отпутује тражећи Fulcrum позове Сарах да пође с њим. Она кроз велике емоције одлучи да остане са Чаком али још крије да стварно симпатише Чака. Доста пута говори Чаку да нема ништа између њих, да морају просто бити професионални. Али више пута када се нађе нека женска у оку Чака, може се видети да Сарах постане љубоморна.

### Главне улоге
- Чак Бартовски (Zachary Levi) има двадесет и неколико година. Живи са сестром и са сестриним вереником Девоном "Captain Awesome". Ради у  секцији у Buy More-у (имитација Best Buy-а и Geek Squad-а). На Чаков рођендан бивши пријатељ из Стенфорда му пошаље имејл који држи све тајне од свих америчких обавештајних агенција. Чаков мозак прима све те тајне. Чак је стално у опасности због тога, и Сарах Волкер и Џон Кејси су додељени да га штите. Чак има проблема са балансом између свог шпијунског и истинитог живота.
- Сарах Волкер (Yvonne Strahovski) је ЦИА агент. Послана је да прво врати информације што је Брајс послао. Она после мора да штити Чака. Мало се зна о њеној прошлости. Сарах мора да се прави да је Чакова девојка испред његове породице, да не би схватили шта се дешава. Веома је тајновита личност и не жели да прича о својој прошлости. После јој отац долази у посету и сазнајемо мало више о њој. Кад год је Чак пита да ли могу да имају праву везу без шпијунаже и без оружја, она му каже да морају да буду професионални. Али у ствари, Брајс Ларкин, Кејси, Карина, Роан Монтгомери и њен отац виде да она воли Чака. Сарах ради у Weinerlicous па онда у Orange Orange.
- Пуковник Џон Кејси (Adam Baldwin) је агент НСА који мора да пази Чака. Кејси је много груб агент. У првој епизоди види се да убија Брајса Ларкина када је овај украо тајне од владе. Више пута Кејси је груб према Чаку али има и епизода када се добро односи према њему. Кејси ради у Buy More са Чаком.
- Морган Грајмс (Joshua Gomez) је Чаков најбољи пријатељ. Морган не зна о Чаковом тајном животу али више пута га извлачи када мора отићи раније с посла. У вези је са Аном.
- Др Еленор "Ели" Бартовски Woodcomb (Sarah Lancaster), Чакова сестра. Подржава брата откако су их родитељи оставили. Веома педантна женска. Подржава Чака и његову везу са Сарах. Мисли да је Чакова веза са Сарах нешто најбоље што се десило њему. Ради као докторка у болници где се тим Бартовски (Чак, Сарах и Кејси) нађу више пута. На крају 2 сезоне венча се за Девона "Captain Awesome" Вудкомба.
- Др Девон "Captain Awesome" Вудкомб (Ryan McPartlin), Елин муж, који је такође доктор. Чак му је дао надимак "Captain Awesome" зато све што ради је предобро (awesome). Човек се трка са бициклима, иде у теретане, помаже другима.
- Мајкл "Биг Мајк" Такер (Mark Christopher Lawrence), у првој сезони је био Чаков менаџер у Buy More. Иначе пуштао је све Чаку. Воли пуно своју пластичну рибу на зиду у канцеларији "Марлин" и воли данске колаче.
- Лестер Пател (Vik Sahay), радник у Buy More. Ради у  секцији као специјалиста компјутера. Више пута се може видети са Џефом. Велики нерадник је и више игра игрице када треба радити. Некако постане помоћним менаџера у продавници па онда отпусти све осим Чака, зато што га не слушају. После се врати у бившу Nerd Herd позицију. У другој сезони створи бенд са Џефом под називом "Jeffster". Веома смешан тип.
- Џефри "Џеф" Барнс (Scott Krinsky), ради као Nerd Herder у Buy Moreу. Необичан тип. Има бенд са Лестер "Jeffster".
- Ана Ву (Julia Ling), радио као Nerd Herder у Buy More-у. Зна карате и остале борилачке вештине, поготову с мачевима. У вези је са Морган.
- Емет Милбарџ (Tony Hale), када Лестер напусти посао главног помоћника менаџера у Buy More, пошаљу Емет. Прво изгледа како ће само остати да уреди продавницу али после украде посао од Биг Мајка.
- Дијана Бекман (Bonita Friedericy) је бригадни генерал главна је у вези Операција Бартовски. Ретко кад се види, једино на ТВ-у.